# Politikåret 2015

## Händelser
- 20 augusti – Sverigedemokraterna blir för första gången största parti i en svensk opinionsundersökning, utförd av Yougov, som dock får kritik för den använda metoden med självrekryterad panel.[1]
- 21 augusti – Partiet Folklig enighet bildas i Grekland av en utbrytargrupp ur Syriza.
- 25 november – Folkpartiet byter namn till Liberalerna.
- 30 november–12 december – Förenta nationernas klimatkonferens 2015, då Parisavtalet undertecknades.

## Val och folkomröstningar
- 11 januari – Presidentvalet i Kroatien 2014–2015
- 25 januari – Nyval i Grekland där Syriza blir största parti
- 17 mars – Knessetvalet i Israel 2015
- 19 april – Riksdagsval i Finland.[2]
- 7 maj – Parlamentsvalet i Storbritannien 2015
- 10 maj och 24 maj Presidentvalet i Polen 2015
- 18 juni – Folketingsvalet i Danmark 2015
- Planerat den 26 juni, först flyttat till den 15 juli, sedan flyttat till den 21 juli  – Presidentvalet i Burundi 2015
- 20 september – Nyval i Grekland.

## Avlidna
- 19 december – Karin Söder, 87, svensk centerpartistisk politiker.

### Fotnoter
1. ↑  SD största parti hos Yougov, Dagens Nyheter 2015-08-20
2. ↑  ”Svalt intresse för riksdagsvalet”. Nya Åland. 6 mars 2014. http://www.nyan.ax/nyheter/?news_id=84164. Läst 27 december 2014.